# Halil Akkaş
Halil Akkaş (né le 1er juillet 1983 à Kütahya) est un athlète turc, spécialiste du demi-fond et du 3 000 m steeple. Son club est le Fenerbahçe Spor Kulubu.

## Palmarès

### Championnats du monde junior d'athlétisme
- Championnats du monde junior d'athlétisme de 2002 à Kingston ( Jamaïque)
  - 6e sur 3 000 m steeple

### Universiade 2005
Il remporte le 3 000 m steeple lors de la 23e Universiade à Izmir en 8 min 30 s 16 (17 août 2005).

### Jeux méditerranéens 2009
- Pescara
  -  sur 3 000 m steeple

## Meilleures performances
- 1 500 m : 3:39.48 	1 	Univ Ch	Izmir 29 avril 2007
- 2 000 m : 5:01.29 	NR 	 	1 	Sazak	Istanbul	3 Jun 2007
- 3 000 m : 7:54.60 	1 	NC	Ankara 15 mai 2005
- 3 000 m en salle : 7:45.74 	NR 	 	3 GE Galan	Stockholm 20 février 2007
- 5 000 m :	13:46.53 	 	 	4 	EC	Göteborg 13 août 2006
- 5 000 m en salle : 	13:28.39 NR 	3 	GE Galan	Stockholm	2 février 2006
- 2 000 m steeple : 5:45.55 	 1 		Istanbul	4 mai 2002
- 3 000 m steeple :	8:18.43 	NR 	1 	Club Ch	Izmir 22 mai 2007